# Smolnik (dopływ Białej)
Smolnik (nazwa oboczna Czarny Rów) – rów wodny na ziemi prudnickiej, w południowo-zachodniej Polsce, w województwie opolskim, powiatach nyskim i prudnickim, gminach Korfantów i Biała. Dopływ rzeki Biała, długości 10,86 km.
Źródło rowu znajduje się w pobliżu wsi Stara Jamka, na wschód od miasta Korfantów. Przepływa w rejonie miejscowości Pogórze i Chrzelice. Na południowy wschód od wsi Chrzelice uchodzi do rzeki Biała.